# Посткапитализм
Посткапитали́зм — любая гипотетическая будущая экономическая система, которая должна заменить капитализм в качестве доминирующей формы экономики.

## Посткапиталистические системы
Существует ряд теорий новой экономической системы, которая заменит капитализм. Некоторые из них предполагают, что когда капитализм устареет, его замена произойдет через эволюционные процессы, а другие модели предлагают, что момент смены капитализма на новую систему будет сопровождаться революцией. Наиболее распространенными предложениями являются:

### Социализм
Социали́зм (фр. socialisme от лат. socialis «общественный») — ряд экономических и социальных систем, характеризующихся государственным и общественным контролем над экономикой, средствами производства и распределением ресурсов.

### Коммунизм
Коммуни́зм (от лат. commūnis «общий») — теоретический общественный и экономический строй, основанный на социальном равенстве, общественной собственности на средства производства. Согласно работам основоположников марксизма, коммунизм предполагает наличие высокоразвитых производительных сил, отсутствие деления общества на социальные классы, государства и денег; всё это базируется на отмене частной собственности на средства производства. Господствует принцип: «Каждый по способностям, каждому — по потребностям».

### Анархо-коммунизм
Анархический коммунизм, или анархо-коммунизм (также либертарный, или вольный, коммунизм) (от греч. αναρχία — безвластие; лат. commūnis — общий), — одно из направлений анархизма и коммунизма, целью которого является установление анархии (то есть безвластного общества — в смысле отсутствия иерархии и принуждения, «прослойки паразитов» по выражению махновских анархо-коммунистов), где максимальное развитие получат самоуправление людей и их союзов и взаимопомощь между ними.
Главным теоретиком, придавшим идее анархо-коммунизма стройную, законченную форму, считается Пётр Алексеевич Кропоткин (1842—1921), который, однако, не был первым анархистом-коммунистом.

### Технократия
Технокра́тия (греч. τέχνη, «мастерство» + греч. κράτος, «власть») — общество, построенное на основе концепции технократизма; меритократическое общество, где власть принадлежит научно-техническим специалистам.

### Ресурсо-ориентированная экономика
Ресурсо-ориентированная экономика (англ. Resourse Based Economy) — это система, в которой все товары и услуги доступны без использования какого-либо товарно-денежного обмена (денег, бартера и т. п.). Ресурсо-ориентированная экономика возможна лишь в том случае, если все природные ресурсы будут признаны общим наследием всех жителей планеты. Основные предпосылки теории РОЭ заключены в том, что планета изобилует ресурсами, необходимыми для создания любых материалов, а практика нормирования ресурсов посредством монетарных методов не имеет отношения к обратным результатам для выживания человечества. Термин «ресурсо-ориентированная экономика» получил широкое распространение благодаря популяризации работ Жака Фреско в рамках проекта «Венера».

### Одноранговая экономика
Одноранговая или пиринговая (англ. peer-to-peer, P2P — равный к равному) экономика — это система экономической самоорганизации участников горизонтальных сетей, обеспечивающая производство, обмен, распределение и потребление материальных и нематериальных продуктов без использования централизованных, иерархических моделей управления. Отдельными исследователями одноранговая экономика рассматривается в качестве самостоятельного способа производства, альтернативного как капиталистическому, так и социалистическому производству. Исторически её развитие связано с формированием сетевого информационного общества.
Для одноранговой экономики характерны децентрализация и наличие широкой системы непосредственных экономических связей между равноправными участниками горизонтальных сетей. Иерархические механизмы управления, играющие центральную роль при капиталистическом способе производства, в одноранговой экономике сменяются самоорганизацией экономических агентов. При этом основные функции капитала (управление, концентрация, отчуждении и т.д.) прекращают выполняться.

### Теория прогрессивного использования
Прогрессивная теория использования ресурсов или ПРАУТ (англ. Progressive Utilization Theory, PROUT )  — социально экономическая теория, которая ставит своей целью рациональное распределение благ общества с целью его развития, сочетает в себе черты контроля над средствами производства со стороны общества и государства, а также распределение товаров с помощью рыночных механизмов. Основой взаимодействия субъектов хозяйствования является объединение людей ради общих экономических целей с равными правами на средства производства, также характеризуется высокой культурой товарообмена посредством прямых взаиморасчётов с применением возможностей современных информационных технологий.
PROUT включает в себя децентрализацию экономики; экономическую демократию (в противовес политической демократии); обеспечение всех трудящихся членов общества, в объеме пяти базовых потребностей: пища, одежда, кров, образование, медицинское обслуживание; а также системное решение проблем экологии, путем технологического развития и ограничения потребления.

### Рекомендуемая литература
- Рифкин Дж. The Zero Marginal Cost Society: The Internet of Things, the Collaborative Commons, and the Eclipse of Capitalism. — New York: Palgrave Macmillan, 2014. — 356 p. — ISBN 978-1-137-27846-3.
- Mason, Paul. PostCapitalism: A Guide to our Future. — London: Allen Lane, 2015. — P. 368. — 356 p. — ISBN 978-1-846-14738-8.
- Карп Андреев. Одноранговая экономика. — Litres, 2018. — 330 с. — ISBN 9785041455347.
- Давыдов Д.А. Личность и государство в терниях посткапитализма: На пути к новой антагонистической общественной формации. — М.: URSS, 2020. — 218 с. — ISBN 978-5-9710-6949-2.